# Vlastimil Smolík
Vlastimil Smolík (8. března 1945 – 4. července 1994) byl český dostihový jezdec.

## Dostihová kariéra
Smolík se vyučil u trenéra Františka Pucka v Praze. Své první vítězství získal v sedle koně Fíka ještě jako učeň 20. května 1962. Za svoji kariéru se patnáctkrát stal rovinovým šampionem a šestkrát zvítězil tehdy ještě v Československém derby. Ještě den před svou smrtí odjezdil tři dostihy na závodišti v Karlových Varech.
Za svoji kariéru se vystřídal u několika trenérů, mezi kterými byl i František Vítek, se kterým ukončil spolupráci v roce 1991. Poté z Lysé nad Labem odešel do Prahy k Vladislavu Fedorowiczovi.
Ve svém posledním roce stihl Smolík odjet ještě 42 dostihů a z toho pětkrát zvítězit. Naposledy proběhl vítězně cílem v sedle koně Folk 5. června 1994 ve Velké červnové ceně ve Velké Chuchli.
Nejúspěšnější český žokej v historii zemřel 4. července 1994 při autonehodě.

## Vítězná Derby
- 1980 – Latina
- 1981 – Nelson
- 1986 – Dynamit
- 1989 – Lancelot
- 1990 – Gimt
- 1991 – Lykeion